# Raquel Yánez
Carmen Raquel Yánez Machado (Caracas, 2 de abril de 1986), más conocida como Raquel Yánez, es una actriz de telenovelas y modelo venezolana.

## Carrera
Raquel Yánez comenzó su carrera artística en las tablas, aunque de pequeña siempre figuró en los actos culturales del colegio. Estudio 5 semestres en la Escuela de Artes de la Universidad Central de Venezuela, 3 años de danza en el Instituto Universitario de Danza y IX Taller de Jóvenes Artistas del Grupo Theja.
Su primera obra se estrenó en el año 2003, con el nombre El Público, del Grupo Theja, con el que ha trabajado en diversas oportunidades recreando piezas como: Prometeo encadenado, La Celestina y La Divina Comedia.
Más tarde, durante el 2007 a Yánez se le presentó la oportunidad de entrar en la pequeña pantalla a través de RCTV, con el personaje de Silvia Constanza en el dramático Mi prima Ciela, esencial para ubicarla en el corazón de muchos venezolanos y extranjeros. Después de este éxito, continuó su carrera en la televisión bajo un guion de Martín Hahn llamado Nadie me dirá cómo quererte, dónde encarnó a Rita Monasterios, una villana que al final  resultó no ser tan malvada.
Luego, para el 2009 Raquel se convirtió en Amarelis Sarmiento, una joven rebelde escrita bajo la pluma de Pilar Romero para la telenovela Libres como el viento, transmitida en RCTV. Seguidamente, en el 2010 hizo la obra de teatro Virginia, dirigida por Xiomara Moreno y el año sucesivo se montó en las tablas con una obra original de Miguel de Cervantes titulada El juez de los divorcios, así como también con la pieza teatral para niños Magicus, el bosque reciclado.
El 2011 fue para Yánez un año fructífero, ya que también tuvo una participación especial en la serie La Banda y entró a la casa de Venevisión de la mano de Válgame Dios, telenovela escrita por Mónica Montañés que enganchó a toda Venezuela y en la que interpretaba a Nieves Pérez, una bombera valiente y honesta.
Esta joven actriz no solo ha demostrado sus dotes artísticas en la actuación, sino también en la danza donde desde el 2004 se destacó con la pieza de baile Signo, asimismo en el 2006 con Juego y combate y la más reciente Conjuro de aromas estrenada en el 2010.

## Filmografía
| 2020      | Almas en pena               | Clementina López                |
| 2019      | Eneamiga                    | Lucía Dávila                    |
| 2018      | Ellas aman, ellos mienten   | Marielena Castillo              |
| 2016      | Entre tu amor y mi amor     | Yuliska Galindo "La Panaderita" |
| 2015      | Escándalos                  | Inspectora Sofía Velásquez      |
| 2013      | Dulce amargo                | Gatúbela                        |
| 2012      | Válgame Dios                | Nieves Pérez                    |
| 2011      | La banda                    | Verónica                        |
| 2009-2010 | Libres como el viento       | Amarelis Sarmiento              |
| 2008-2009 | Nadie me dirá cómo quererte | Rita Monasterios                |
| 2007      | Mi prima Ciela              | Silvia Constanza Toscani Ávila  |

### Teatro
| Año       | Obra                                      | Género      |
| --------- | ----------------------------------------- | ----------- |
| 2003-2004 | El Público                                | Musical     |
| 2004      | Día Internacional de la Danza 2004        | Danza       |
| 2004-2005 | Prometeo encadenado                       | Literatura  |
| 2005-2006 | Autorretrato de artista con barba y pumpa | Comedia     |
| 2006      | I encuentro de Danza Universitaria        | Danza       |
| 2006      | Festival de Jóvenes Coreógrafos           | Danza       |
| 2012-2014 | Magicus, el bosque reciclado              | Musical     |
| 2014      | Lo que el mar se llevó                    | Microteatro |
| 2014      | Otelo                                     | Acción      |

### Cine
| Año  | Película             |
| ---- | -------------------- |
| 2013 | El hijo de mi marido |